# Cisówka (Jastrzębie-Zdrój)
Cisówka – dawna wieś, od 1975 część Jastrzębia-Zdroju w południowej części sołectwa Ruptawa i Cisówka. Graniczy z Marklowicami Górnymi i Zebrzydowicami, częściowo z Pielgrzymowicami oraz Ruptawcem. Rozpościera się wzdłuż ulicy Cieszyńskiej i jest najdalej na południe wysunięta częścią Jastrzębia-Zdroju.

## Historia
Miejscowość wzmiankowana w XV wieku, początkowo wchodziła w skład Księstwa Raciborskiego, a następnie Wodzisławskiego Państwa Stanowego. W wyniku wojen śląskich znalazła się wraz z całą ziemią wodzisławską w państwie Pruskim. Od 1818 r. wchodziła w skład powiatu rybnickiego na Górnym Śląsku, gdzie stanowiła gminę jednostkową. 
W II RP przynależała do województwa śląskiego i powiatu rybnickiego.
Podczas II wojny światowej włączona do III Rzeszy (rejencja katowicka, powiat Rybnik). 23 lipca 1941 hitlerowcy znieśli gminę Cisówka, włączając ją do gminy Jastrzemb, którą z kolei 1 października 1941, po zmianach terytorialnych, przekształcono w Ortspolizeibezirk Königsdorff.
Po wojnie Cisówka weszła w skład województwa śląsko-dąbrowskiego. 1 grudnia 1945 formalnie (przez władze polskie) utraciła status gminy i została włączona do nowo utworzonej zbiorowej gminy Jastrzębie Zdrój.
W związku z reformą znoszącą gminy jesienią 1954 roku, Cisówkę włączono do nowo utworzonej gromady Ruptawa. 13 listopada 1954 (z mocą obowiązująca wstecz od 1 października 1954) gromada ta weszła w skład nowo utworzonego powiatu wodzisławskiego w tymże województwie, gdzie ustalono dla niej 19 członków gromadzkiej rady narodowej. W gromadzie Ruptawa Cisówka przetrwała do końca 1972 roku. 8 grudnia 1970 wieś Cisówka liczyła 471 mieszkańców.
W związku z kolejną reformą administracyjną kraju Cisówka weszła w skład nowo utworzonej gminy Ruptawa w powiecie wodzisławskim w województwie katowickim, lecz już dwa i pół roku później, 27 maja 1975, została włączona w granice Jastrzębie-Zdrój.